# Sargam
In algemene zin wordt onder sargam in de Hindoestaanse muziek verstaan: solfège. Het woord is afgeleid van de eerste vier notennamen (ofwel svaras, Devanāgarī: स्वर) SA RE GA MA. Sargam is een oefening van de verschillende intervallen en toonladders tegen een drone. Het wordt tevens door zangers gebruikt tijdens concerten om melodische gedeelten zonder tekst te kunnen zingen.
De noten Sa, Re, Ga, Ma, Pa, Dha, Ni zijn afgeleid van de volgende namen (svaras): Shadj, Rishabh, Gandhara, Madhyam, Pancham, Dhaivat, Nishad. Het is vergelijkbaar met het westerse "do-re-mi". Re, Ga, Dha en Ni kunnen verlaagd worden, Ma kan verhoogd worden. Sa en Pa (een reine kwint) zijn onveranderlijk. Een verlaging heet komal, een verhoging tivra. In principe is zo'n verhoging of verlaging een halve toon, maar soms is het interval kleiner of groter. Deze microtonen worden shrutis genoemd, er zijn 22 shruti's in een octaaf.